# Haloxylon ammodendron

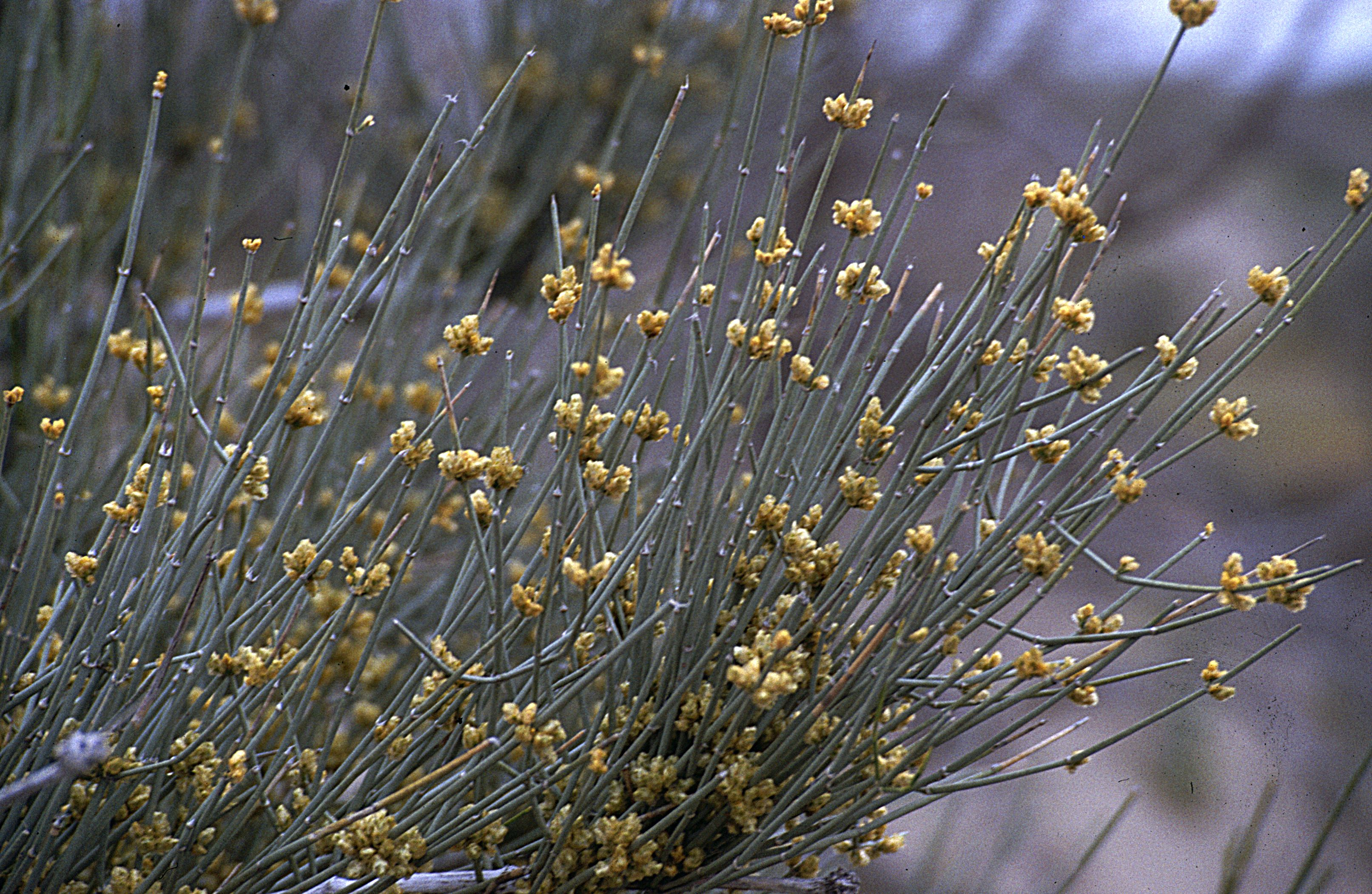
Rami di saxaul in fiore (Karakum).

Il saxaul (Haloxylon ammodendron (C.A.Mey.) Bunge), noto anche come saxaul nero, è una pianta appartenente alla famiglia Amaranthaceae. È un arbusto o un piccolo albero tipico delle steppe aride e dei deserti dell'Asia centrale. Si può incontrare dal mar Caspio al deserto del Gobi, in Mongolia. In questa regione può dare vita ad associazioni vegetali note come «foreste di saxaul».

## Descrizione
Il saxaul ha le dimensioni di un grosso arbusto o di un piccolo albero alto da uno a nove metri (raramente fino a 12). Il tronco, bianco-grigiastro, ha solitamente un diametro di 4–10 cm, ma può raggiungere fino a 50 cm alla base. Il suo legno è duro e fragile. I rami laterali, di colore da grigio-marrone a marrone-giallastro chiaro, presentano spesso delle fessure anulari. I rami dell'anno in corso crescono in posizione ascendente o pendente, sono lunghi, verdi e spessi appena 1,5 mm.
Le foglie, a forma di squama, sono molto piccole, tanto che l'albero sembra quasi esserne privo. Sono situate ad una distanza di 0,4-1,2 cm tra loro sui rami giovani, e la loro forma è grossomodo triangolare. Le ascelle delle foglie sono ricoperte di lanugine.
Il saxaul fiorisce in primavera (in Iran da marzo ad aprile, in Cina da maggio a luglio). I fiori consistono in brevi germogli laterali posti sui rami dell'anno precedente. Le loro bratteole, larghe e di forma ovoidale, sono lunghe quasi quanto il perianzio. Gli stami sporgono dal fiore. Lo stilo contiene due (raramente tre) stigmi molto brevi.
Al momento della fruttificazione, sulla parte centrale e posteriore del perianzio crescono due ali di forma reniforme o semicircolare. Il frutto alato raggiunge 5–8 mm di diametro. Il pericarpo non si sviluppa troppo aderente al seme. Il seme, di colore nero, può raggiungere un diametro di 2,5 mm.
Il numero cromosomico è 2n=18.

## Distribuzione e habitat
Il saxaul è diffuso in una vasta zona dell'Asia. Il suo areale si estende dagli Urali, dall'Iran e dal Kazakistan, verso est, fino alla Mongolia e alla Cina, dove è presente nelle province e nelle regioni autonome del Gansu occidentale, della Mongolia Interna, del Ningxia nord-occidentale, del Qinghai settentrionale e dello Xinjiang.
Gli alberi di saxaul crescono nei deserti sabbiosi, sulle dune mobili, nelle steppe di Artemisia, nelle valli e sui fianchi delle colline.

## Ecologia
Il saxaul si rinviene frequentemente in gran numero, tanto che si può parlare di vere e proprie «foreste di saxaul». Nella sola Mongolia meridionale queste ricoprono una superficie di 45.000 chilometri quadrati. Questo habitat offre una dimora a varie specie, come il passero del saxaul (Passer ammodendri).

## Tassonomia

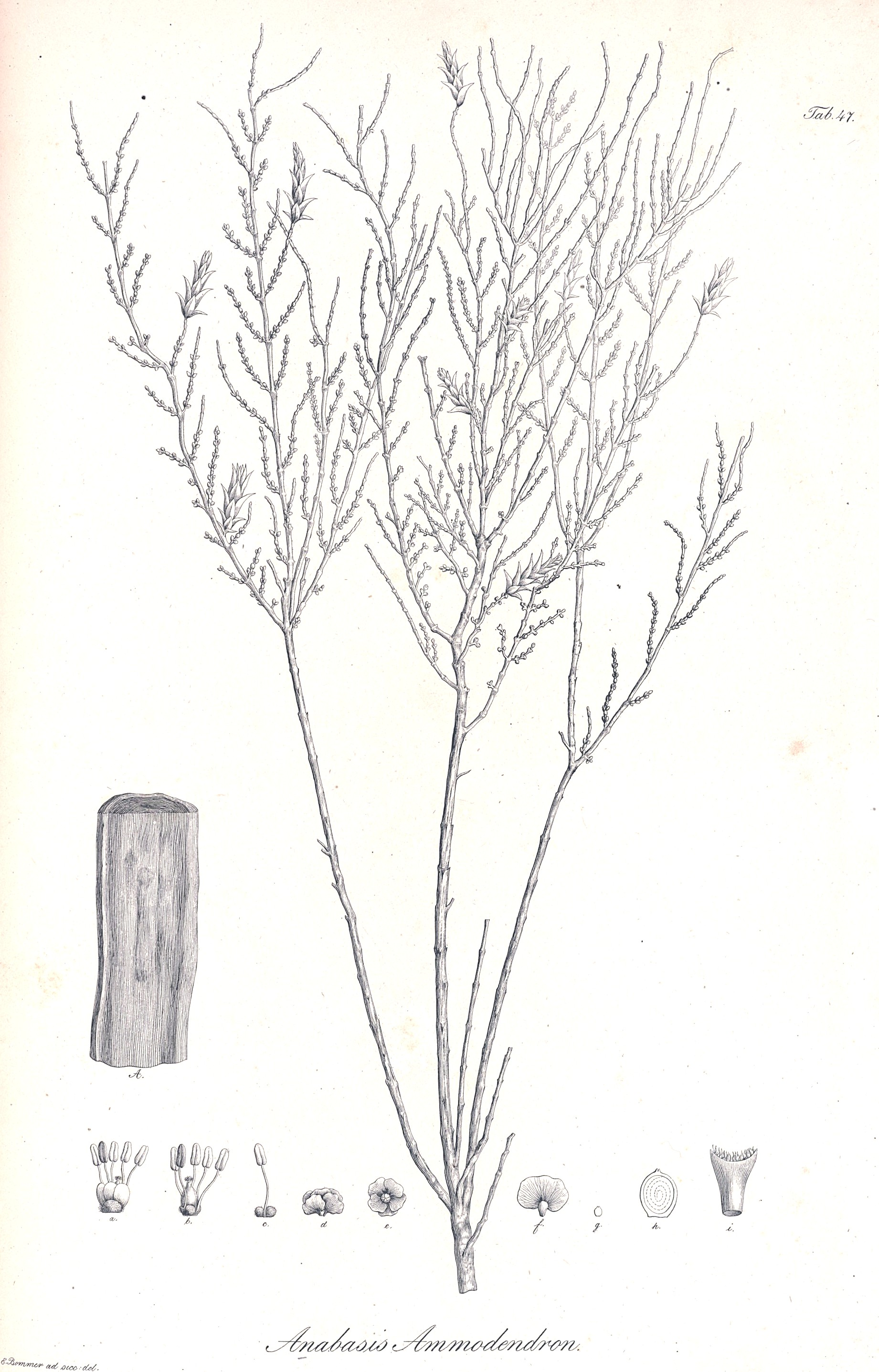
Illustrazione di Haloxylon ammodendron.

La specie venne descritta per la prima volta nel 1829 da Carl Anton von Meyer sotto il nome di Anabasis ammodendron (in Ledebour: Flora Altaica 1. p. 375). Alexander von Bunge, nel 1851, la inserì all'interno del genere Haloxylon. Altri sinonimi sono Arthrophytum ammodendron (C.A.Mey.) Litw., Arthrophytum ammodendron var. aphyllum Minkw., Arthrophytum haloxylon Litw., Haloxylon aphyllum (Minkw.) Iljin e Haloxylon pachycladum M.Pop.

## Usi
L'acqua accumulatasi nella corteccia spugnosa del saxaul è di grande utilità per i nomadi, che ricavano dall'albero anche legna da ardere. Tuttavia, la raccolta di quest'ultima ha limitato notevolmente il numero di queste piante in seguito all'aumento dei prezzi del petrolio e del carbone.
Il saxaul viene piantato in tutta l'Asia centrale per stabilizzare il suolo e impedire così la progressiva desertificazione.
Una pianta parassita (Cistanche deserticola), che cresce sulle radici degli alberi di saxaul, è nota presso i cinesi come «ginseng del deserto» e utilizzata nella medicina tradizionale.